# Bernhard Vogel
Bernhard Vogel (ur. 19 grudnia 1932 w Getyndze, zm. 2 marca 2025) – niemiecki polityk, politolog i nauczyciel akademicki, działacz Unii Chrześcijańsko-Demokratycznej (CDU), deputowany do Bundestagu, w latach 1976–1988 premier Nadrenii-Palatynatu, w latach 1992–2003 premier Turyngii.

## Życiorys
W 1953 zdał egzamin maturalny w Monachium. W latach 1953–1960 studiował nauki polityczne, historię, socjologię i ekonomię na Uniwersytecie Ruprechta i Karola w Heidelbergu oraz Uniwersytecie Ludwika i Maksymiliana w Monachium. W latach 1960–1967 był nauczycielem akademickim na Uniwersytecie w Heidelbergu.
Zaangażował się w działalność polityczną w ramach Unii Chrześcijańsko-Demokratycznej. W latach 1963–1965 był radnym miejskim w Heidelbergu, następnie do 1967 posłem do Bundestagu. Od 1967 do 1976 pełnił funkcję ministra edukacji i kultury w rządzie Nadrenii-Palatynatu. Od 1971 do 1988 zasiadał w landtagu tego kraju związkowego, a od 1974 jednocześnie kierował strukturami CDU w tym landzie. W latach 1972–1976 był przewodniczącym Centralnego Komitetu Katolików Niemieckich. W grudniu 1976 zastąpił Helmuta Kohla na stanowisku premiera Nadrenii-Palatynatu. Urząd ten sprawował przez 12 lat do grudnia 1988. Dwukrotnie (w kadencjach 1976–1977 i 1987–1988) był w tym czasie przewodniczącym Bundesratu. Od 1975 do 2006 wchodził w skład zarządu federalnego CDU.
Po zjednoczeniu Niemiec związał się z Turyngią. Był premierem tego kraju związkowego (od lutego 1992 do czerwca 2003), posłem do landtagu (1994–2004) i przewodniczącym tamtejszej CDU (1993–2000). Dwukrotnie (1989–1995 i 2001–2009) był przewodniczącym Fundacji Konrada Adenauera, po czym został honorowym prezesem tej instytucji.
Jego bratem był socjaldemokratyczny polityk Hans-Jochen Vogel.

## Odznaczenia
- Krzyż Wielki Orderu Zasługi Republiki Federalnej Niemiec (1974)[2]
- Order Zasługi Nadrenii-Palatynatu (1990)[3]
- Order Zasługi Republiki Turyngii (2005)[2]
- Krzyż Oficerski Orderu Zasługi Rzeczypospolitej Polskiej (2009)[4]